# Hygrohypnum luridum
Hygrohypnum luridum (deutsche Namen sind Bräunliches Wasserschlafmoos oder Kalk-Wasserschlafmoos) ist eine Laubmoos-Art aus der Familie Amblystegiaceae.

## Merkmale
Hygrohypnum luridum ist eine formenreiche Art. Die kleinen bis mäßig kräftigen Pflanzen bilden bräunlichgrüne bis olivgrüne Rasen oder dem Substrat dicht anliegende Überzüge. Die kriechenden Stämmchen sind unregelmäßig oder dicht verzweigt, die Äste gewöhnlich aufsteigend. Die dicht gestellten, eilänglichen bis breit lanzettlichen, in eine kurze Spitze verschmälerten Blätter sind kaum 1 Millimeter lang, etwas hohl, ganzrandig und aufrecht oder sichelförmig. Die einfache oder gegabelte Blattrippe ist kurz oder reicht bis über die Blattmitte. In der Blattmitte sind die Zellen rhombisch bis linealisch, mäßig dickwandig und meist geschlängelt, in der Blattspitze und an der Blattbasis sind sie kürzer. Blattflügelzellen sind deutlich differenziert, quadratisch bis rechteckig, erweitert, dickwandig und gelblich bis bräunlich.
Die autözische (Antheridien und Archegonien befinden sich an verschiedenen Ästen an derselben Pflanze) Art fruchtet häufig. Auf der bis 2 Zentimeter langen Seta befindet sich eine geneigte, eiförmige bis fast zylindrische Sporenkapsel mit stumpfem bis kurz geschnäbeltem Deckel. Die entdeckelte Kapsel ist unter der Mündung deutlich eingeschnürt. Sporen sind sehr fein krenuliert und 14 bis 25 Mikrometer groß.

## Standortansprüche und Verbreitung
Hygrohypnum luridum wächst an feuchteren bis nassen oder zeitweise überschwemmten Standorten, schwerpunktmäßig an fließenden Gewässern. Besiedelt wird vorwiegend Kalkgestein. Die Art ist besonders in mittleren Höhenlagen verbreitet, in Tieflagen und oberhalb der Waldgrenze ist sie selten oder fehlt ganz. Weltweit gibt es Vorkommen in Europa, Asien und Nordamerika.